# La Traversée
La Traversée  es una película del año 2008.

## Sinopsis
Amine, un niño de ocho años, vive en un barrio popular en las colinas de Túnez. Baja al centro para entregar su colección de cromos con la que espera ganar una bici. Pero el recorrido es más complicado de lo previsto…